# Luis Fernando Quintana
Luis Fernando Quintana Vega, noto semplicemente come Luis Quintana (Città del Messico, 2 febbraio 1992), è un calciatore messicano, difensore svincolato.

## Caratteristiche tecniche
È un difensore centrale.

## Carriera
Cresciuto nel settore giovanile del Pumas UNAM, ha esordito in prima squadra il 26 luglio 2012 disputando l'incontro di Copa México pareggiato 0-0 contro il Celaya.